# Xã Morris, Quận Knox, Ohio
Xã Morris (tiếng Anh: Morris Township) là một xã thuộc quận Knox, tiểu bang Ohio, Hoa Kỳ. Năm 2010, dân số của xã này là 2.049 người.